# 山口進 (版画家)
山口 進（やまぐち すすむ、1897年1月25日 - 1983年11月25日）は、日本の版画家。

## 経歴
長野県上伊那郡箕輪町出身。1916年に長野中学を卒業した。1920年から1926年まで白馬会葵橋洋画研究所に学び、黒田清輝や中川紀元に師事した。日本美術学校にも通ったが、1922年に中退した。
1923年に日本創作版画展、日本漫画展に初入選した。1925年に旧制第一高等学校訓務部事務職員となり、一高画会で絵を指導した。
1928年には油絵で第6回春陽会展で初入選し、1937年まで同会に油絵の出品を続けた。
1932年ロサンゼルスオリンピックの芸術競技と1936年ベルリンオリンピックの芸術競技の絵画種目に出品した。
1945年に第一高等学校を退職して、故郷に戻り、制作に専念した。

## 作品
- 木曽駒ケ岳馬の背 - 代表作（1970年制作）[1][2][3]
- 東宮賜杯を持てる織田幹雄氏像 - 1932年ロサンゼルスオリンピックの芸術競技の絵画種目に出品[4]。
- 鉄槌投 - 1936年ベルリンオリンピックの芸術競技の絵画種目に出品[5]
- 女子砲丸投 - 1936年ベルリンオリンピックの芸術競技の絵画種目に出品[5]
- 鯉幡作り - 油絵。第6回春陽会展に入選[3]。